# Чжан Цзичжун
Чжан Цзичжун (кит. трад.: 張自忠; спрощ.: 张自忠; піньїнь: Zhāng Zìzhōng; Вейд-Джайлз: Chang Tzu-chung; 11 серпня 1891 — 16 травня 1940) — генерал Китайської національної революційної армії (НРА) під час Другої японо-китайської війни. Народився в Ліньціні, провінція Шаньдун. Він був найвищим офіцером і єдиним командиром армійської групи НРА, який загинув під час війни. Він загинув під час битви за Їчан після того, як відмовився відступити з лінії фронту. Оскільки на момент смерті він був генерал-лейтенантом із фактичним званням повного генерала і посмертно отримав звання повного генерала, він також був одним із найвищих китайських офіцерів, які загинули під час Другої світової війни. Його мавзолей розташований в окрузі Бейбей міста Чунцін. Його іменем названі дороги в Шанхаї, Пекіні, Тяньцзіні та Ухані.

## Кар'єра
- 1911: вивчав право в Тяньцзіні;
- 1914: Призначений до 20-ї армійської дивізії поблизу Фентяня (сучасний Шеньян) як командир взводу;
- 1935—1936: голова уряду провінції Чахар;
- 1937: мер Тяньцзіня;
- 1937: генерал-офіцер, командувач 38-ї дивізії;
- 1937—1940: генерал-офіцер, командувач 59-го корпусу;
- 1938: генерал-офіцер, командувач 27-ю армією;
- 1939: Головнокомандувач правофлангової армії 5-го бойового району;
- 1939—1940: головнокомандувач 33-ї групи армій;
- 1940: Загинув під час бою на горі Чанг біля Їчана;
- 1940: Посмертне підвищення до повного генерала

## Смерть
Генерал Чжан Цзичжун, командувач вісьмома дивізіями, які становили китайську 33-ю групу армій, був убитий приблизно о 16:00 16 травня 1940 року в боях біля Шилічаншаня («гора Тен Лі») поблизу Нангуадяна в Північному Хубеї. Битва була одним із боїв кампанії за Цзаоян-Їчан, яка тривала наприкінці весни того року. Його війська, оточені японцями, відмовилися відступати або здаватися. У наступному рукопашному бою генерал Чжан був поранений сім разів: гранатою, кулею і, нарешті, багнетом. Переможні японці впізнали особу Чжана лише тоді, коли майор виявив у лівій нагрудній кишені його закривавленого жовтого мундира тонку золоту ручку з вигравіруваним його ім'ям. Майор швидко викликав старших офіцерів; наказали привезти носилки і винести тіло з поля бою. Це спостерігав напіврозплющеними очима давній соратник Чжана, майор Ма Сяотан, який лежав неподалік, спливаючи кров'ю від поранення від багнета, і який пізніше, помираючи, розказав цю історію китайцям.